# Ceratosphaeria ordinata
Ceratosphaeria ordinata är en svampart som först beskrevs av Elias Fries, och fick sitt nu gällande namn av Wilhelm Kirschstein 1911. Enligt Catalogue of Life ingår Ceratosphaeria ordinata i släktet Ceratosphaeria, klassen Sordariomycetes, divisionen sporsäcksvampar och riket svampar, men enligt Dyntaxa är tillhörigheten istället släktet Ceratosphaeria, familjen Magnaporthaceae, ordningen Magnaporthales, klassen Sordariomycetes, divisionen sporsäcksvampar och riket svampar. Artens status i Sverige är: Osäker förekomst. Inga underarter finns listade i Catalogue of Life.